# You're Fired
You're Fired é um filme estadunidense de 1919, mudo, do gênero comédia, dirigido por James Cruze.